# M. M. Evans
M. M. Evans (* 5. Juli 1850 als Marion McKay Evans in Handsboro, Mississippi; † 9. Oktober 1911 in Jackson, Mississippi) war ein US-amerikanischer Politiker. Zwischen 1890 und 1896 war er Vizegouverneur des Bundesstaates Mississippi.
Über Evans gibt es so gut wie keine Quellen. Weder seine Lebensdaten noch sein vollständiger Name sind bekannt. Auch über seine beruflichen Aktivitäten jenseits der Politik ist nichts überliefert. Sicher ist nur, dass er zumindest für einige Zeit in Mississippi lebte und der Demokratischen Partei angehörte. 1889 wurde er an der Seite von John Marshall Stone zum Vizegouverneur von Mississippi gewählt. Dieses Amt bekleidete er zwischen Januar 1890 und Januar 1896. Dabei war er Stellvertreter des Gouverneurs und Vorsitzender des Staatssenats. Nach seiner Zeit als Vizegouverneur verliert sich seine Spur wieder.